# Сікассо (область)
Сіка́со (фр. Sikasso) — область (провінція) в Малі.
- Адміністративний центр - місто Сікассо; інші міста - Кутіала, Бугуні.
- Площа - 70280 км², населення - 2625919 чол. (2009).

## Географія

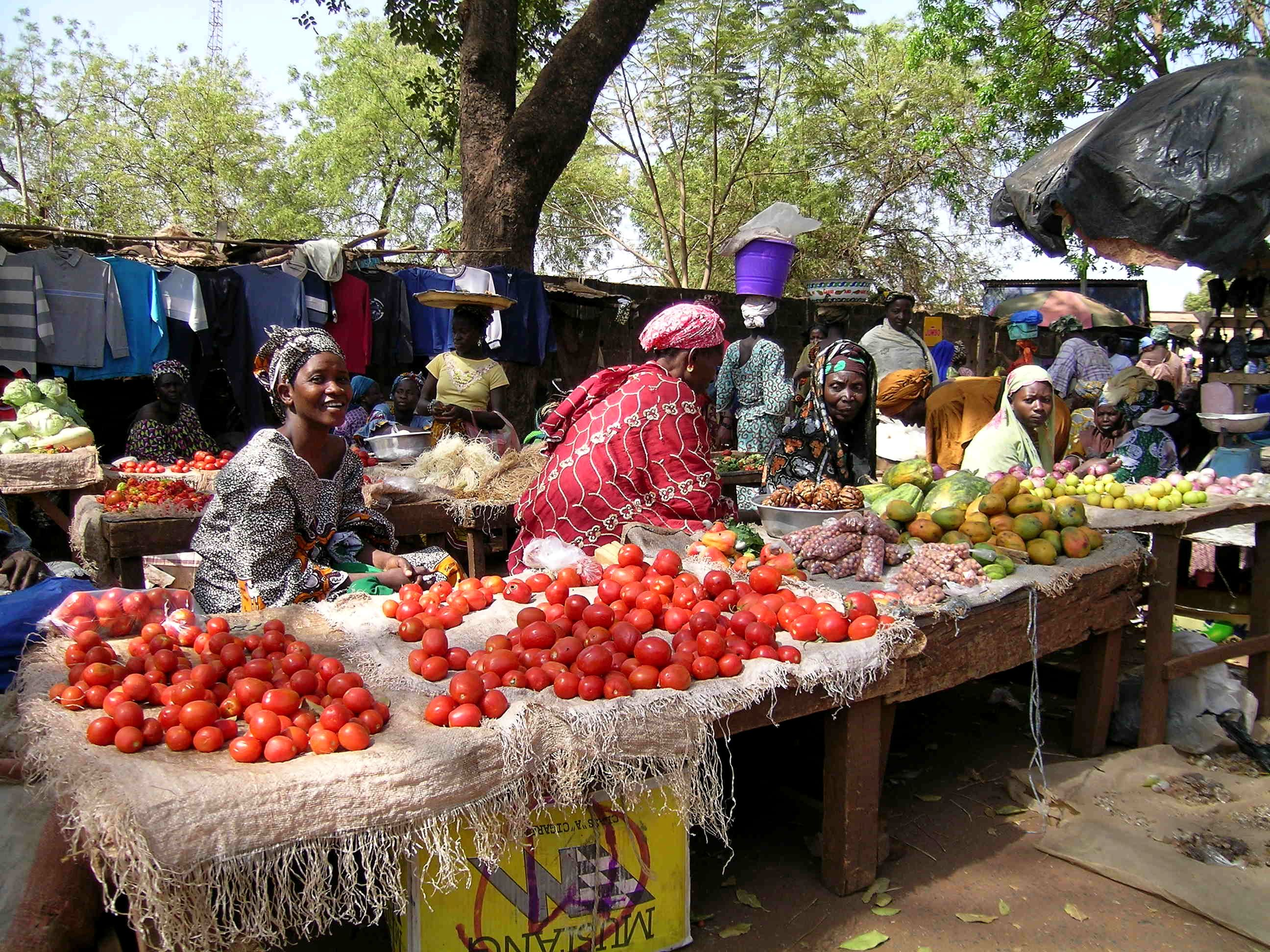
Ринок Сікассо

На півночі межує з областями Кулікоро і Сегу, на сході з Буркіна-Фасо, на півдні з Кот-д'Івуаром, на сході з Гвінеєю.
Провінція Сікассо розташована на крайньому півдні Малі.

## Населення
У провінції проживають переважно представники народів сенуфо, самаго, бамбара, фульбе.

## Адміністративний поділ

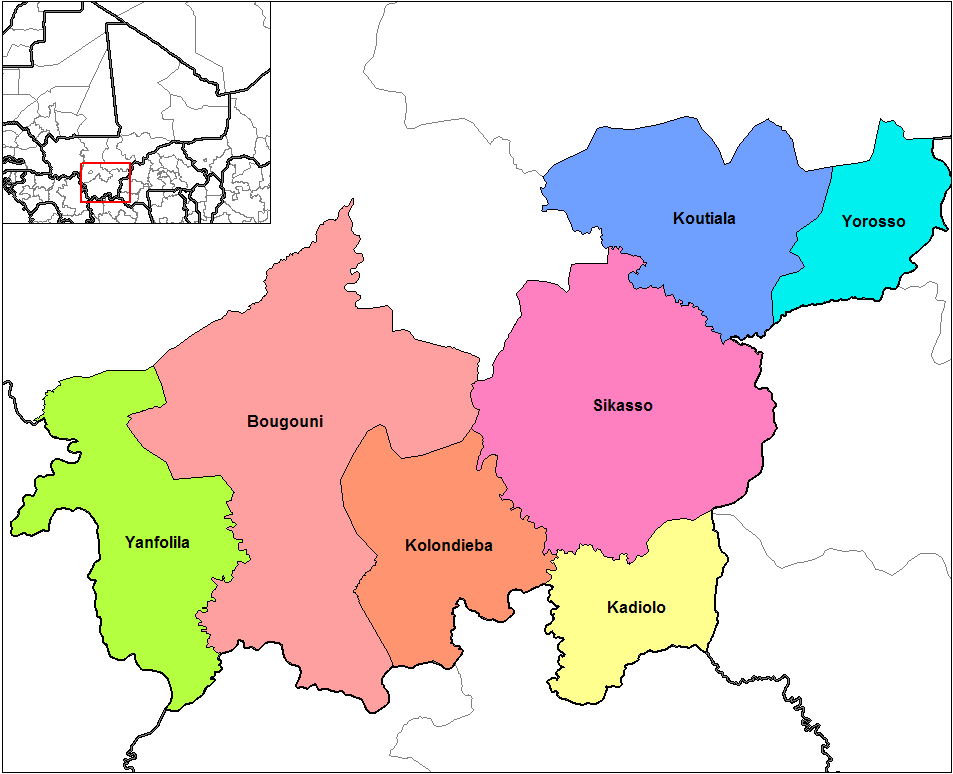
Адміністративна карта Сікассо.

В адміністративному відношенні провінція розділена на 7 округів:
| Округ      | Площа, км² | Населення, чол. (2009) |
| ---------- | ---------- | ---------------------- |
| Бугуні     | 20028      | 459509                 |
| Кадіоло    | 5375       | 239713                 |
| Колондієба | 9200       | 202618                 |
| Кутіала    | 8740       | 575253                 |
| Сікассо    | 15375      | 725494                 |
| Янфоліда   | 9240       | 211824                 |
| Йрросо     | 5500       | 211508                 |